# Judo na Igrzyskach Europejskich 2023
Rywalizacja w judo na Igrzyskach Europejskich 2023 odbyła się 1 lipca 2023 na obiekcie Krynica-Zdrój Arena. Zawody miały rangę drużynowych mistrzostw Europy. Rozegranych zostało łącznie sześć konkurencji w trzech kategoriach wagowych kobiet i mężczyzn. Zawodnicy i zawodniczki rywalizowali w nich na punkty - zwycięzca przechodził dalej, przegrywający odpadał.

## Medaliści i medalistki

### Drużynowe
| Konkurencja               | Złoto  | Srebro | Brąz              |
| Turniej drużyn mieszanych | Gruzja | Niemcy | Holandia · Włochy |

## Klasyfikacja medalowa
*   Gospodarz ( Polska)
| Miejsce | Reprezentacja | Złoto | Srebro | Brąz | Razem |
| ------- | ------------- | ----- | ------ | ---- | ----- |
| 1       | Gruzja        | 1     | 0      | 0    | 1     |
| 2       | Niemcy        | 0     | 1      | 0    | 1     |
| 3       | Holandia      | 0     | 0      | 1    | 1     |
| 3       | Włochy        | 0     | 0      | 1    | 1     |
| Razem   | Razem         | 1     | 1      | 2    | 4     |